# Sonja Kehler
Sonja Kehler (født 2. februar 1933, død 18. januar 2016) var en tysk skuespiller, kabaret-sanger og teaterpædagog, som opnåede stor international anerkendelse, især for sin fornyelse af Brecht-traditionen.

## Baggrund
Efter sin uddannelse på teaterskolen i Leipzig, havde hun stor succes ved forskellige østtyske scener, bl.a. kan nævnes roller som: Louise i Kabale und Liebe, Shen Te i Det gode menneske fra Sezuan og Grusche i Den Kaukasiske Kridtcirkel.
Som Eliza Doolitle i My Fair Lady og Piraten Jenny i Dreigroschenoper (Laser og Pjalter), viste hun stort talent som musikalsk fortolker, en vigtig evne for at formidle den tyske dramatiker, digter og instruktør Bertolt Brechts-materiale. Hun var fast engageret i Brandenburg og Karl-Marx-Stadt.
Kehler havde ikke mindst markeret sig som skuespillerinde/sanger og fornyer af specielt Brechts skuespil, en styrke hun havde udviklet allerede som elev, i sine studier af Chansons (kabaret-viser) og gennem en forfinet nuancering. Hun fik tilnavnet den syngende skuespillerinde og vandt i 1967 radiokonkurrencen Chanson-Wettbewerb der DDR.
I 1971 præsenterede Sonja Kehler sit første koncertprogram i Berlin, med et repertoire af Brecht-viser med musik af Kurt Weill, Paul Dessau, Hanns Eisler og Tilo Medek. Både publikum og kritikere modtog programmet godt, og snart fik Kehler udenlandske kritikeres opmærksomhed for sit vigtige og banebrydende brug af det tyske sprog. Senere har hun lært at benytte andre sprog, og er især en god fortolker på dansk, et sprog som hun også taler flydende.
En lang række af turneer og rejser til bl.a. Polen, Ungarn, Bulgarien, Algeriet, Sverige, Danmark, Norge, Belgien og Luxembourg, samt især Vesttyskland og Sovjetunionen, vidnede om hendes store internationale format. I DDR optrådte hun desuden ofte på radio og TV.
Efter turneerne arbejdede Kehler som instruktør på Exzellenhaus Trier med et litterært program, der stadig regnes blandt de bedste i genren. De foretrukne forfattere var Brecht, Erich Kästner, Kurt Tucholsky, Ringelnatz, Heinrich Heine og Else Lasker-Schüler, hvis tekster hun både reciterede, spillede og sang, oftes med Milan Samko ved klaveret, som hun tidligere havde indspillet plader med i DDR.
Kehler har udgivet en lang række CD´er med Chansons og fortolkninger af Bertolt Brechts materiale.

## Sonja Kehler i Danmark og "Stemmen i kroppen"-bogen
Siden 1980'erne og frem til 2016 var Kehler fast underviser af danske skuespillere på Skuespillerskolen ved Odense Teater (nu DDSKS Odense). Her udviklede hun sin egen stemmemetode til skuespillere og sangere, oprindeligt med henblik på at kunne fortolke Brechts komplekse tekst- og udtrykssprog. Derom udkom i 2009 på Kastanjehøj Forlag bogen "Stemmen i kroppen – en øvelsesbog i Sonja Kehlers stemmemetode" af skuespiller, sanger og forfatter Ulle Bjørn Bengtsson. Citat fra bagsiden:
”Stemmen i kroppen er en øvelsesbog i en fysisk baseret stemmemetode udviklet af den tyske skuespillerinde og Brecht-fortolker Sonja Kehler. Metodens essens er opøvning af et naturligt dybt åndedræt og en dybt i kroppen siddende stemmestøtte, hvorfra evnen til kontrolleret stemmebrug under fysisk bevægelse opøves. Øvelserne har andre positive effekter som øget styrke og smidighed, øget grounding og balanceevne og helt basalt et større alment velbefindende, hvilket gør Stemmen i kroppen anvendelig for en meget bred vifte af mennesker.”
Sonja Kehler opførte derudover en lang række forestillinger i Danmark. Hun kendes også fra Lars von Triers film Forbrydelsens element, hvor hun synger sangen "Der letzte Tourist in Europa" – kendt på dansk som "Den Sidste Turist I Europa".
I 1999 medvirkede hun i spillefilmen "Helden wie wir" efter en roman af Thomas Brussig.
Har i 2006 startet Teatret Under System, sammen med Eva Ulvan Handberg og Vagn Groth.

## Diskografi
- "Monolog über die Liebe" (LP) (Litera, 1973)
- "Hanns Eisler: Lieder mit Sonja Kehler" (LP) (Nova, 1973)
- "Mitternachtstrolleybus" (LP) (Litera, 1974)
- "Sonja Kehler singt Hanns Eisler" (LP) (Songbird, 1975)
- "Sonja Kehler singt Lieder von Paul Dessau nach Texten von Bertolt Brecht" (LP) (Nova, 1976)
- "So muß es sein, Marie – Neue Lieder mit Sonja Kehler" (LP) (Nova, 1976)
- "Brecht-Portrait” (LP/CD) (Wergo, 1978)
- "Geflügelte Sätze" (LP) (Nova, 1978)
- "Gegen die Phrase, die Langeweile und das allgemeine Geschwätz – Dichtungen von Johannes R. Becher" (LP) (Litera 1980)
- "Mitteilung an meine bedrückten Freunde" (Links Händle Records, 1981)
- "Die Welt ist rund?" (LP) (Amiga, 1987)
- "Helles Schlafen, dunkles Wachen – Else Lasker-Schüler" (CD) (SK, 1998)

Sampler CD's:
- "Sonja Kehler singt Brecht" (CD) (Berlin Classics, 2008) – Recordings 1972-78
- "Der Brecht und ich – Hanns Eisler in Gesprächen und Liedern" (CD) ( Berlin Classics, 2008) – Med Sonja Kehler, Ernst Busch, Hanns Eisler selv og flere.